# トゥルーライズ
『トゥルーライズ』（True Lies）は、1994年公開のアメリカ映画、スパイ映画。
ロサンゼルス・マイアミを舞台に、アーノルド・シュワルツェネッガー扮する凄腕のスパイが、その身分を家族に隠しながら、テロリストと戦う姿をコメディタッチで描く、アクション映画である。
1991年のフランス映画『La Totale!』（主演：ティエリー・レルミット）を見て気に入ったシュワルツェネッガーが、ジェームズ・キャメロンにリメイクを持ちかけて製作された。
なお、当作は製作総費用が1億ドルを突破した、アメリカ映画史上最初の作品である。

## あらすじ
ハリー・タスカーは、妻・娘と共にロサンゼルスで暮らすコンピュータ会社のセールスマン。だが、彼の本当の姿は、大統領直属の国家保安組織「オメガ・セクター」所属のスパイだった。
彼は、中東で暗躍するテロリストの資金ルート解明という使命を帯び、そのカギを握っているとされる古美術商の女・ジュノに接近する。だが、彼女と行動を共にしていたテログループ"真紅のジハード"のリーダー、アジズはハリーを不審に思い、手下とともに彼の命を狙うが、間一髪でハリーはこれを撃退するもアジズは逃がしてしまう。このゴタゴタでホームパーティーの約束を破ってしまったハリーは謝罪しようと妻・ヘレンが勤める法律事務所に向かうが、そこで見たのは見知らぬ男と密会の約束の電話をしていたヘレンの姿だった。ハリーは、「ヘレンが男と不倫している」と思い込み、組織の力を使って捜査を開始。結果誤解と判明したものの、その中で妻が抱く「平凡な日常への不満」を知り、ハリーは捜査の延長として彼女にスパイの任務を疑似体験させることにした。ところが、そこへジュノと「真紅のジハード」一味が乱入。夫妻は捕らえられフロリダ半島近くの小島にある彼らのアジトへ連行され、さらには娘も巻き込まれた。アジズらはソ連製核弾頭を密売によって所持しており、米軍のペルシャ湾岸からの即時撤退を要求。聞き入れられない場合はアメリカ主要都市を核攻撃するという。ついにはハリーの正体も明かされ、ヘレンはショックのあまりヒステリーを起こしてしまう。
迎えた国家と家族の危機に、ハリーはどう対処するのか。

## キャスト
| 役名                         | 俳優                             | 日本語吹き替え | 日本語吹き替え |
| 役名                         | 俳優                             | ソフト版       | フジテレビ版   |
| ---------------------------- | -------------------------------- | -------------- | -------------- |
| ハリー・タスカー             | アーノルド・シュワルツェネッガー | 菅生隆之       | 玄田哲章       |
| ヘレン・タスカー             | ジェイミー・リー・カーティス     | 戸田恵子       | 一城みゆ希     |
| アルバート・マイク・ギブソン | トム・アーノルド                 | 安原義人       | 羽佐間道夫     |
| サイモン                     | ビル・パクストン                 | 江原正士       | 牛山茂         |
| ジュノ・スキナー             | ティア・カレル                   | 一城みゆ希     | 一柳みる       |
| サリム・アブ・アジズ         | アート・マリック                 | 樋浦勉         | 若本規夫       |
| ディナ・タスカー             | エリザ・ドゥシュク               | 林原めぐみ     | 水谷優子       |
| ファイシル                   | グラント・ヘスロヴ               | 宮本充         | 森川智之       |
| スペンサー・トリルビー       | チャールトン・ヘストン           | 納谷悟朗       | 納谷悟朗       |
| ジャニス                     | ジェーン・モリス                 | 種田文子       | 中澤やよい     |
| アリソン                     | ケイツィー・チャッペル           | 磯辺万沙子     | 秋元千賀子     |
| シャーリン                   | クリスティーナ・ワイラー         | 一城みゆ希     | 湯屋敦子       |
| ジャン・クロード             | ジャン＝クロード・パラチーニ     |                | 中村秀利       |
| サミール                     | チャールズ・クラギン             | 清川元夢       | 千田光男       |
| トイレの老人                 | ポール・バーセルー               |                | 小島敏彦       |
| カメラマン                   | マイク・アクラウィ               | 小野健一       | 大黒和広       |

- ソフト版：1995年発売のVHSに初収録。各種配信にも使用。
- フジテレビ版：初回放送1996年3月30日『ゴールデン洋画劇場』21:30-24:15（正味122分）
  - 2010年発売のDVDにのみ収録[5]。ただし、当時の編集の問題から最後の台詞のみは欠落している[注釈 3]。
  - 2012年には、BDへの収録を前提として初回放送時にカットされた部分（最後の台詞を含む）の追加録音が同一キャストによって行われ、ノーカットの音源が製作された[注釈 4][7]。しかし、監督のジェームズ・キャメロンが多忙のため、世界的に本作のブルーレイ発売自体を承諾しない状態が続いたことでお蔵入りとなった[7][8]。その後、2024年に発売されたブルーレイおよび、Ultra HD Blu-rayでは未収録となり[9]、ノーカット音源の公開は一度も行われていない[注釈 5][10]。

## スタッフ
- 監督：ジェームズ・キャメロン
- 製作：ジェームズ・キャメロン、ステファニー・オースティン
- 製作総指揮：レイ・サンキーニ、ロバート・シュライヴァー、ローレンス・カザノフ
- 脚本：ジェームズ・キャメロン
- オリジナル脚本：クロード・ジディ、シモン・ミシェル、ディディエ・カミンカ
- 撮影：ラッセル・カーペンター
- 美術：ピーター・ラモント
- 編集：コンラッド・バフ、マーク・ゴールドブラット、リチャード・ハリス
- 音楽：ブラッド・フィーデル
- VFXスーパーバイザー：ジョン・ブルーノ
- VFX：デジタル・ドメイン、ボス・フィルム
- タイトル・デザイン：R/GA（カイル・クーパー）
- 提供：20世紀フォックス、ライトストーム・エンターテインメント

### 日本語版
- 字幕: 戸田奈津子

| 吹き替え       | ソフト版               | フジテレビ版           |
| -------------- | ---------------------- | ---------------------- |
| 演出           | 清水勝則               | 清水勝則               |
| 翻訳           | 日笠千晶               | たかしまちせこ         |
| 調整           |                        | 栗林秀年               |
| 録音           | 東京テレビセンター     | スタジオザウルス       |
| 効果           | N/A                    | 南部満治               |
| プロデューサー |                        | 山形淳二               |
| 制作           | ザック・プロモーション | ザック・プロモーション |
| 制作           | 日本ヘラルド映画       | フジテレビ             |

## 評価
レビュー・アグリゲーターのRotten Tomatoesでは53件のレビューで支持率は70%、平均点は6.60/10となった。Metacriticでは17件のレビューを基に加重平均値が63/100となった。

## 備考
- この映画より20世紀フォックスのオープニングロゴがデジタル化された。
- トイレの銃撃シーンから撮影が開始されたが、脚本では半ページにも満たないシーンでスケジュールも1日しか確保していなかった。ところが、撮影前にセットを訪れたキャメロンは「セットが小さい」と言い出し、3倍の大きさに拡張しなければならなくなり、突貫作業でトイレを改造する羽目になった。結局、このシーンの撮影は5日もかかってしまったが、その後もことごとくスケジュールは遅れ、とうとう全員24時間働きっぱなしで誰も家に帰れなくなったという。
- 物語中盤のクライマックスである長大な洋上道路のシーンに登場する橋はフロリダのオーバーシーズ・ハイウェイにあるセブンマイル・ブリッジで、新しく架け直された新橋に並行する旧橋（既に一般道としては使われていなかった）で撮影が行われた[注釈 6]。なお、ハリアー戦闘機のミサイル攻撃によって次々と橋体が破壊されるシーンは精巧に作られたミニチュアを用いた特撮であるが、実際の橋を使って撮影した部分と巧妙に組み合わせて編集されており、実際にトラックを走行させながら橋を爆破したような臨場感のあるシーンとなった。このため、当作を解説した書籍などでは「使われなくなった橋を実際に爆破して撮影した」と解説されていることがある[注釈 7]。
- 物語の終盤、ハリーと日本語で挨拶を交わす人物はエキストラ出演した小峯隆生である[13]。小峰は『ターミネーター2』でも、ショッピングモールの従業員役でエキストラ出演している。
- サイモンをハリーが脅す場面では、実在のテロリストである「カルロス」という名前が呼ばれる。
- アメリカ海兵隊よりAV-8B ハリアーIIの実機を借りて着陸シーンを撮影している[注釈 8]。
  - ハリアー自体のレンタル代は無料だったが、燃料代が一時間につき15,000ドルもかかってしまう上に、地面がジェット排気の熱で溶けるのを防ぐための着陸パッドの製作などで、ハリアー関係の費用は総額50万ドル以上に達した。
- 終盤のハリアーのアクションシーンでは、高層ビルの屋上に設置されたクレーンに、ハリアーのレプリカ機体を吊るし、その機体にシュワルツェネッガーを実際に乗せて撮影した。

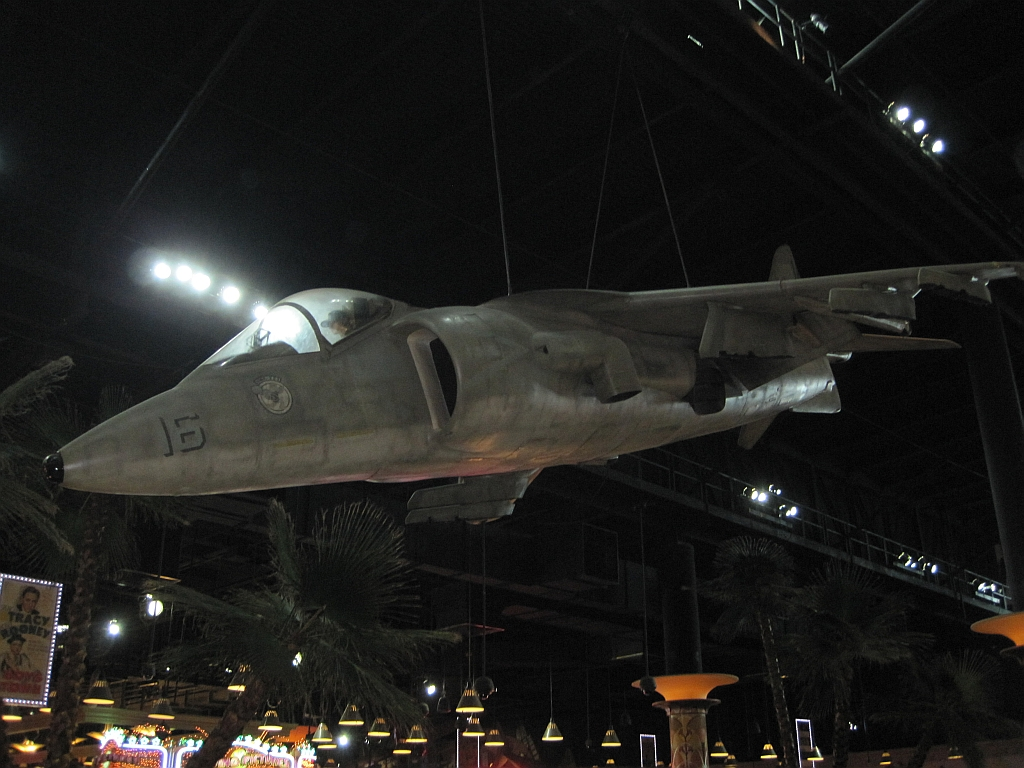
撮影に用いられたハリアー戦闘機のレプリカ

- 日本版のポスター等におけるキャッチコピーが、「今度は生身だ!」なのは、キャメロン監督の前作『ターミネーター2』(1991年)で、シュワルツェネッガーがロボット(T-800)役を演じたことによる。
- ソフトはこれまでVHS、LD、DVDでリリースされている。だが、Blu-rayでの発売はジェームズ・キャメロン監督が多忙の影響で承認が出ないため、世界的に要望は多いものの、スペイン盤のみ存在するがオフィシャルではない。[7]テレビ放送においてはBSなどで、度々HV放送がされている。2024年に北米や日本において4Kリマスターされた映像とリミックスされたドルビーアトモスによる音声を収録したUHDブルーレイが発売された。
- 1996年公開で、レスリー・ニールセン主演のコメディ映画『スパイ・ハード』は、その一部でこの作品のパロディをしている。